# اندی اودل
اندی اودل (انگلیسی: Andy O'Dell؛ زادهٔ ۲ ژانویهٔ ۱۹۶۳) بازیکن فوتبال اهل بریتانیا است.
از باشگاه‌هایی که در آن بازی کرده‌است می‌توان به باشگاه فوتبال روترهام یونایتد، باشگاه فوتبال دارلینگتون، باشگاه فوتبال تورکی یونایتد، باشگاه فوتبال نورث فریبی یونایتد، باشگاه فوتبال گینزبورو ترینیتی، و باشگاه فوتبال گریمزبی تاون اشاره کرد.